# Mutasarrıf

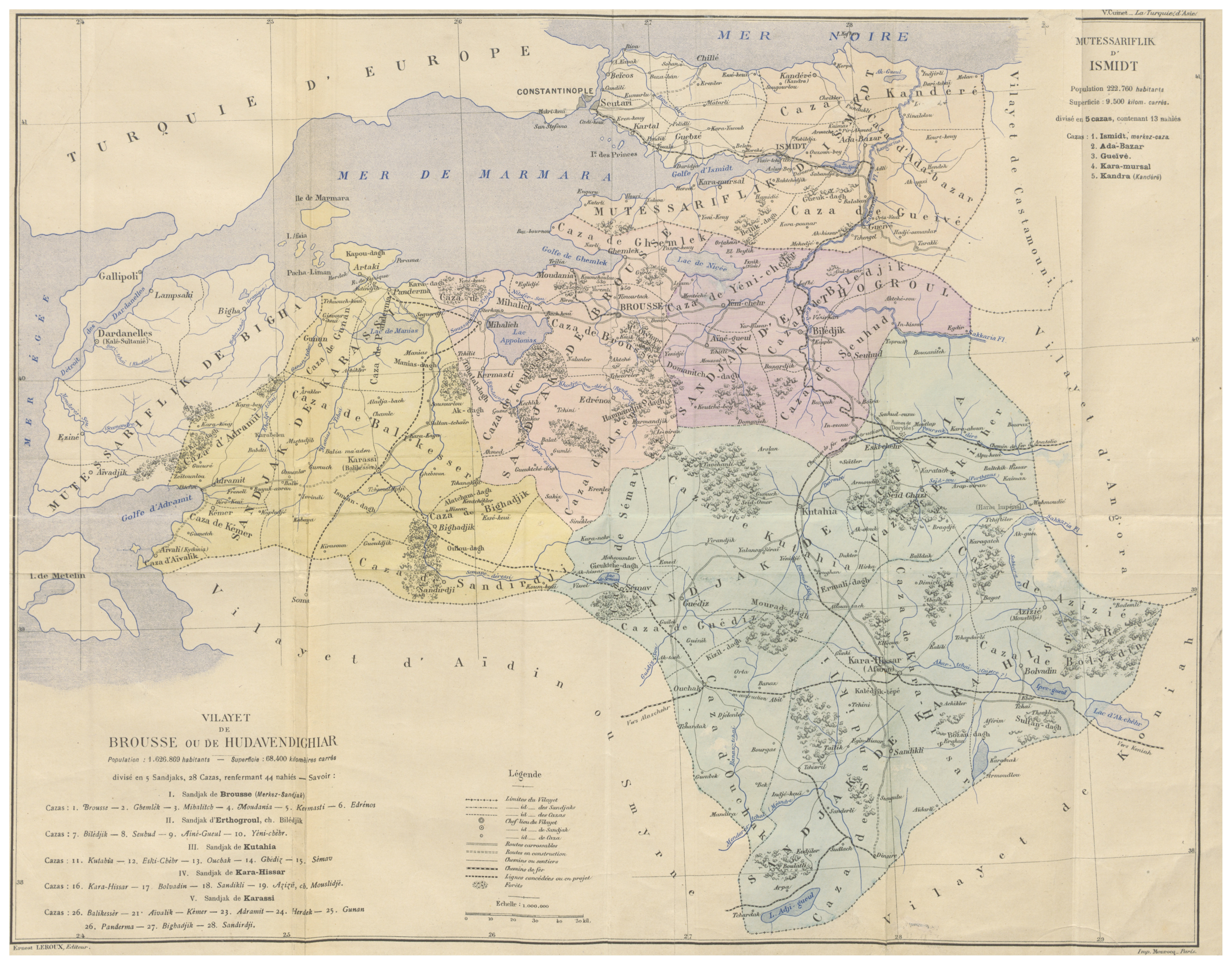
Mapa de 1895 que muestra el eyalato de Hüdavendigâr, dividido en sanjacados, que muestra el Mutasarrifato de Biga y el Mutasarrifato de İzmit.

En el Imperio otomano, un mutasarrıf (en turco otomano: متصرّف‎) era una autoridad administrativa de cualquiera de ciertos sanjacados, que fueron designados directamente por el Sultán.

## Historia
Esta unidad administrativa a veces era independiente (por ejemplo, el Mutasarrifato del Monte Líbano o Chipre) y, a veces, era parte de un valiato (provincia), administrado por un valí, y contenía nahiyas (comunas), cada uno administrado por un kaymakam.  Este rango se estableció en 1864 contra la nueva Ley de Villayets en lugar del rango de mutesellim que se abolió en 1842.
«Esta pequeña unidad política fue gobernada por un sujeto cristiano otomano no libanés y recibió la protección de las potencias europeas. Las comunidades religiosas del distrito estaban representadas por un consejo que trataba directamente con el gobernador. Este sistema proporcionó paz y prosperidad hasta su abolición».
Los mutasarrifatos del Imperio otomano incluyeron: 
- Mutasarrifato del Monte Líbano (formado en 1861, después del conflicto del Líbano de 1860)
- Mutasarrifato de Jerusalén (formado en 1872)
- Mutasarrifato de Karak (formado 1894/5)[4]